# فرانك ديلان
فرانك ستيفن ديلان (بالإنجليزية: Frank Dillane)‏ المعروف بـ(فرانك ديلان) (ولد في 21 أبريل 1991، لندن، إنجلترا، المملكة المتحدة) ، هو ممثل إنجليزي بدأ مسيرته الفنية عام 1997.اشتهر بشخصية توم ريدل في فيلم هاري بوتر والأمير الهجين ودور البطولة نيك كلارك في مسلسل الرعب اخشوا الموتى السائرين.

## طفولته وبداياته
ولد فرانك ديلان في لندن. أمضى فترة من طفولته في بريكستون، قبل أن ينتقل إلى سوسكس حيث نشأ في محيط ثقافي إبداعي، فوالدته ناعومي ويرثنر، والتي هي من البريطانيين الأفارقة، تدير فرقة مسرحية ، ووالده ستيفن ديلان ممثل لعب دور البطولة في العديد من الأفلام والمسلسلات التلفزيونية مثل صراع العروش و النفق [الإنجليزية]، وحاصل على جائزة بافتا لأفضل ممثل في التلفزيون في عام 2009.
ظهر فرانك لأول مرة في فيلم مرحباً بكم في سراييفو [الإنجليزية] عندما كان في السادسة، وأصبح معروفاً أكثر عندما لعب دور توم ريدل في فيلم هاري بوتر والأمير الهجين. بعد اجتيازه امتحانات A-level قبل فرانك في الأكاديمية الملكية للفنون المسرحية (RADA) وتخرج في عام 2013 مع ليسانس الفنون في التمثيل. وعلى الرغم من أن قواعد الأكاديمية لا تسمح للممثلين بقبول أي عمل تمثيلي احترافي طيلة مدة الدراسة، فقد سمح لفرانك لعب دور جيمس بابادوبولوس في الفيلم المستقل بابادوبولوس وأولاده [الإنجليزية] منذ أن بدأ تصويره أثناء العطلة الصيفية في عام 2011. بعد أن اختير لتمثيل هذا الدور، قرر والده لعب دور هاري بابادوبولوس (والد جيمس) إلى جانبه. صرح ستيفن ديلان «إنه من النادر أن تتاح لك فرصة للعمل مع أطفالك بعد أن يغادروا المنزل».

## السيرة المهنية
منذ تخرجه من الأكاديمية شارك ديلان في عدة مشاريع. في يوليو 2013، مثل بمسرحية كاناديدا على المسرح الملكي بمدينة باث ، وفي خريف عام 2013، لعب دور البحار الشاب (أوين كوفين) في فيلم في قلب البحر، من إخراج رون هاوارد المقتبس من قصة حقيقية لسفينة صيد الحيتان (إيسكس) التي غرقت في المحيط الهادي، عرض الفيلم لأول مرة في 2 ديسمبر 2015.
خلال ربيع عام 2014، قام بتصوير دور (كييس) في فيلم من إخراج جيراردو نارانجو (لم يتم الإعلان عن الاسم بعد) إلى جانب داكوتا فانينغ. كما ظهر ديلان عام 2015 بدور (شاغز) في مسلسل الحاسة8 من إخراج الاخوة واكوسكي. كما اختير ديلان ضمن طاقم ممثلين لللإنتاج المقتبس عن رواية مايسترو [الإنجليزية] الأكثر مبيعاً لبيتر غولدسوورثي ، سيلعب فيه ديلان الشخصية القائدة (باول). حالياً يصور ديلان شخصية (نيك) في مسلسل الرعب والدراما اخشوا الموتى السائرين.

## الأعمال
| السنة | العنوان                           | الدور            | ملاحظات          |
| ----- | --------------------------------- | ---------------- | ---------------- |
| 1997  | مرحباً بكم في سراييفو [الإنجليزية] | كريستوفر هندرسون |                  |
| 2009  | هاري بوتر والأمير الهجين          | توم ريدل الصغير  |                  |
| 2012  | بابادوبولوس وأولاده [الإنجليزية]  | جيمس بابادوبولوس |                  |
| 2015  | في قلب البحر                      | أوين كوفين       |                  |
| 2016  | Viena and the Fantomes            | كييس             | لم يعرض بعد      |
| 2016  | Astral                            | أليكس هارمان     | في مرحلة الإنتاج |

| السنة          | العنوان               | الدور     | ملاحظات                                        |
| -------------- | --------------------- | --------- | ---------------------------------------------- |
| 2015           | الحاسة8               | شاغز      | الموسم الأول (ضيف ل3 حلقات)                    |
| 2015_وحتى الآن | اخشوا الموتى السائرين | نيك كلارك | الموسم الأول وحتى الآن (ظهور منتظم في 6 حلقات) |

## وصلات خارجية
- فرانك ديلان على موقع IMDb (الإنجليزية)
- فرانك ديلان على موقع ألو سيني (الفرنسية)
- فرانك ديلان على موقع أول موفي (الإنجليزية)
- فرانك ديلان على موقع قاعدة بيانات الأفلام السويدية (السويدية)
- فرانك ديلان على موقع قاعدة بيانات الفيلم (الإنجليزية)
- فرانك ديلان على موقع كينوبويسك (الروسية)